# Az Amerikai Egyesült Államok 113. kongresszusa
Az Amerikai Egyesült Államok 113. kongresszusa 2013. január 3-án ült össze, és megbízatása 2015. január 3-ig tartott. A teljes képviselőházat, valamint a Szenátus 1. osztályának tagjait 2012. november 6-án választották meg, egy időben a 2012-es amerikai elnökválasztással. A szenátusi többség a Demokrata Párté, a kongresszusi többség pedig a Republikánus Párté lett.

## Szenátus

### Szenátusi vezetés
A szenátus üléseit hivatalosan az Egyesült Államok alelnöke vezeti (az alkotmány szerint az alelnöknek ez az egyetlen önálló szövetségi jogköre), aki szavazati joggal a szavazategyenlőség esetét leszámítva nem rendelkezik. Szavazategyenlőség esetén szabad döntési joga van bármelyik oldalt támogatni. Mivel az alelnök esetében előfordulhat akadályoztatás (ilyen például, ha a 25. alkotmánymódosítás szerint  az elnöki jogokat és kötelezettségeket ügyvezető elnökként ellátja) a Szenátus  „ideiglenes” vezetésére bevezették a President Pro Tempore (korelnök) tisztségét. A korelnököt mindig a többségben lévő párt adja, s az egy évben születettek közül a legrégebben beiktatott szenátor tölti be ezt a tisztséget.
| Beosztás                                       | Párt | Személy | Személy       | Állama   | Kinevezése       |
| ---------------------------------------------- | ---- | ------- | ------------- | -------- | ---------------- |
| Az Egyesült Államok alelnöke A szenátus elnöke |      |         | Joe Biden     | Delaware | 2009. január 20. |
| Korelnök (President Pro Tempore)               |      |         | Patrick Leahy | Vermont  | 2013. január 3.  |

### Frakciók

A 113. kongresszus szenátusának összetétele

Az Egyesült Államok szenátusában két nagy csoport dolgozik, a többségi és a kisebbségi csoport. A 113. kongresszus szenátusi többségi frakcióját a Demokrata Párt adta, a kisebbségi frakciót a Republikánus Párt.

#### Többségi (demokrata) vezetés
| Funkció                                         | Név            | Állam      |
| ----------------------------------------------- | -------------- | ---------- |
| Szenátusi többségi vezető                       | Harry Reid     | Nevada     |
| Szenátusi többség titkár                        | Dick Durbin    | Illinois   |
| Demokrata frakcióelnök                          | Chuck Schumer  | New York   |
| Demokrata frakció-titkár                        | Patty Murray   | Washington |
| Elnök: Democratic Senatorial Campaign Committee | Michael Bennet | Colorado   |

#### A kisebbségi (republikánus) vezetés
| Funkció                                         | Név             | Állam        |
| ----------------------------------------------- | --------------- | ------------ |
| Szenátusi kisebbségi vezető                     | Mitch McConnell | Kentucky     |
| Szenátusi kisebbségi titkár                     | John Cornyn     | Texas        |
| Republikánus frakcióelnök                       | John Thune      | Észak-Dakota |
| Republikánus frakció-alelnök                    | Roy Blunt       | Missouri     |
| Elnök: National Republican Senatorial Committee | Jerry Moran     | Kansas       |
| Elnök Senate Republican Policy Committee        | John Barrasso   | Wyoming      |

### A Szenátus tagjai
Alabama
- 2. Jeff Sessions (R[4])
- 3. Richard Shelby (R)

Alaszka
- 2. Mark Begich (D[5])
- 3. Lisa Murkowski (R)

Arizona
- 1. Jeff Flake (R)
- 3. John McCain (R)

Arkansas
- 2. Mark Pryor (D)
- 3. John Boozman (R)

Kalifornia
- 1. Dianne Feinstein (D)
- 3. Barbara Boxer (D)

Colorado
- 2. Mark Udall (D)
- 3. Michael Bennet (D)

Connecticut
- 1. Chris Murphy (D)
- 3. Richard Blumenthal (D)

Delaware
- 1. Tom Carper (D)
- 2. Chris Coons (D)

Florida
- 1. Bill Nelson (D)
- 3. Marco Rubio (R)

Georgia
- 2. Saxby Chambliss (R)
- 3. Johnny Isakson (R)

Hawaii
- 1. Mazie Hirono (D)
- 3. Brian Schatz (D)

Idaho
- 2. Jim Risch (R)
- 3. Mike Crapo (R)

Illinois
- 2. Dick Durbin (D)
- 3. Mark Kirk (R)

Indiana
- 1. Joe Donnelly (D)
- 3. Dan Coats (R)

Iowa
- 2. Tom Harkin (D)
- 3. Chuck Grassley (R)

Kansas
- 2. Pat Roberts (R)
- 3. Jerry Moran (R)

Kentucky
- 2. Mitch McConnell (R)
- 3. Rand Paul (R)

Louisiana
- 2. Mary Landrieu (D)
- 3. David Vitter (R)

Maine
- 1. Angus King (F[6])
- 2. Susan Collins (R)

Maryland
- 1. Ben Cardin (D)
- 3. Barbara Mikulski (D)

Massachusetts
- 1. Elizabeth Warren (D)

2 demokrata
2 Republikánus
1 demokrata és 1 republikánus
1 független és 1 demokrata

- 2. John Kerry (D), 2013. február 1-ig
  - Mo Cowan (D), 2013. február 1 – 2013. július 16. között
  - Ed Markey (D), 2013. július 16-tól

Michigan
- 1. Debbie Stabenow (D)
- 2. Carl Levin (D)

Minnesota
- 1. Amy Klobuchar (D)
- 2. Al Franken (D)

Mississippi
- 1. Roger Wicker (R)
- 2. Thad Cochran (R)

Missouri
- 1. Claire McCaskill (D)
- 3. Roy Blunt (R)

Montana
- 1. Jon Tester (D)
- 2. Max Baucus (D), 2014. február 6-ig
  - John Walsh (D), 2014. február 9-től

Nebraska
- 1. Deb Fischer (R)
- 2. Mike Johanns (R)

Nevada
- 1. Dean Heller (R)
- 3. Harry Reid (D)

New Hampshire
- 2. Jeanne Shaheen (D)
- 3. Kelly Ayotte (R)

New Jersey
- 1. Bob Menendez (D)
- 2. Frank Lautenberg (D), 2013. június 3-ig
  - Jeffrey Chiesa (R), 2013. június 6 – 2013. október 31. között
  - Cory Booker (D), 2013. október 31-től

Új-Mexikó
- 1. Martin Heinrich (D)
- 2. Tom Udall (D)

New York
- 1. Kirsten Gillibrand (D)
- 3. Chuck Schumer (D)

Észak-Karolina
- 2. Kay Hagan (D)
- 3. Richard Burr (R)

Észak-Dakota
- 1. Heidi Heitkamp (D)
- 3. John Hoeven (R)

Ohio
- 1. Sherrod Brown (D)
- 3. Rob Portman (R)

Oklahoma
- 2. Jim Inhofe (R)
- 3. Tom Coburn (R)

Oregon
- 2. Jeff Merkley (D)
- 3. Ron Wyden (D)

Pennsylvania
- 1. Bob Casey, Jr. (D)
- 3. Pat Toomey (R)

Rhode Island
- 1. Sheldon Whitehouse (D)
- 2. Jack Reed (D)

Dél-Karolina
- 2. Lindsey Graham (R)
- 3. Tim Scott (R)

Dél-Dakota
- 2. Tim Johnson (D)
- 3. John Thune (R)

Tennessee
- 1. Bob Corker (R)
- 2. Lamar Alexander (R)

Texas
- 1. Ted Cruz (R)
- 2. John Cornyn (R)

Utah
- 1. Orrin Hatch (R)
- 3. Mike Lee (R)

Vermont
- 1. Bernie Sanders (F)
- 3. Patrick Leahy (D)

Virginia
- 1. Tim Kaine (D)
- 2. Mark Warner (D)

Washington
- 1. Maria Cantwell (D)
- 3. Patty Murray (D)

Nyugat-Virginia
- 1. Joe Manchin (D)
- 2. Jay Rockefeller (D)

Wisconsin
- 1. Tammy Baldwin (D)
- 3. Ron Johnson (R)

Wyoming
- 1. John Barrasso (R)
- 2. Mike Enzi (R)

### Változások a Szenátus összetételében
|                                                              | Változások a szenátus összetételében | Változások a szenátus összetételében | Változások a szenátus összetételében | Összesen | Üresedés |
| Demokrata                                                    | Független                            | Republikánus Párt                    |                                      | Összesen | Üresedés |
| ------------------------------------------------------------ | ------------------------------------ | ------------------------------------ | ------------------------------------ | -------- | -------- |
| Az előző kongresszus összetétele                             | 51                                   | 2                                    | 47                                   | 100      | 0        |
|                                                              |                                      |                                      |                                      |          |          |
| Beiktatáskor                                                 | 53                                   | 2                                    | 45                                   | 100      | 0        |
| 2013. június 3.                                              | 52                                   | 2                                    | 45                                   | 99       | 1        |
| 2013. június 6.                                              | 52                                   | 2                                    | 46                                   | 100      | 0        |
| 2013. október 31.                                            | 53                                   | 2                                    | 45                                   | 100      | 0        |
| 2014. február 6.                                             | 52                                   | 2                                    | 45                                   | 99       | 1        |
| 2014. február 14.                                            | 53                                   | 2                                    | 45                                   | 100      | 0        |
| Arány                                                        | 55%                                  | 55%                                  | 45%                                  |          |          |
|                                                              |                                      |                                      |                                      |          |          |
| A Az Amerikai Egyesült Államok 114. szenátusának összetétele | 44                                   | 2                                    | 54                                   | 100      | 0        |

## Képviselőház

### Képviselőházi vezetés
| Feladatkör                      | Párt | Név | Név          | Állam és körzet | Kinevezés dátuma                  |
| ------------------------------- | ---- | --- | ------------ | --------------- | --------------------------------- |
| Házelnök (Speaker of the House) |      |     | John Boehner | Ohio 8.         | 2013. január 5. - 2015. január 3. |

### Frakciók

#### Többségi (republikánus) vezetés
| Feladatkör       | Név            | Körzet         | Kinevezés dátuma      |
| ---------------- | -------------- | -------------- | --------------------- |
| Többségi vezető  | Eric Cantor    | Virginia 7.    | 2014. augusztus 1-ig  |
| Többségi vezető  | Kevin McCarthy | Kalifornia 23. | 2014. augusztus 1-től |
| Többségi szóvivő | Kevin McCarthy | Kalifornia 23. | 2014. augusztus 1-ig  |
| Többségi szóvivő | Steve Scalise  | Louisiana 1.   | 2014. augusztus 1-től |

#### Kisebbségi (demokrata) vezetés

A képviselőház összetétele a ciklus végén

A képviselőház összetétele államok szerinti felosztásban

A képviselőház összetétele körzetek szerint

| Feladatkör         | Név          | Körzet         | Kinevezés dátuma |
| ------------------ | ------------ | -------------- | ---------------- |
| Kisebbségi vezető  | Nancy Pelosi | Kalifornia 12. | 2011             |
| Kisebbségi szóvivő | Steny Hoyer  | Maryland 5.    | 2011             |

### A képviselőház tagjai
Alabama 
(6 - republikánus többség, 1 demokrata)
- 1. Jo Bonner (R), 2013. augusztus 2-ig
  - Bradley Byrne (R), 2014. január 7-től
- 2. Martha Roby (R)
- 3. Mike D. Rogers (R)
- 4. Robert Aderholt (R)
- 5. Mo Brooks (R)
- 6. Spencer Bachus (R)
- 7. Terri Sewell (D)

Alaszka 
(1 - republikánus többség)
- Don Young (R)

Arizona 
(5 demokrata, 4 - republikánus)
- 1. Ann Kirkpatrick (D)
- 2. Ron Barber (D)
- 3. Raúl Grijalva (D)
- 4. Paul Gosar (R)
- 5. Matt Salmon (R)
- 6. David Schweikert (R)
- 7. Ed Pastor (D)
- 8. Trent Franks (R)
- 9. Kyrsten Sinema (D)

Arkansas 
(4 - republikánus többség)
- 1. Rick Crawford (R)
- 2. Timothy Griffin (R)
- 3. Steve Womack (R)
- 4. Tom Cotton (R)

Kalifornia 
(38 demokrata, 15 - republikánus)
- 1. Doug LaMalfa (R)
- 2. Jared Huffman (D)
- 3. John Garamendi (R)
- 4. Tom McClintock (R)
- 5. Mike Thompson (D)
- 6. Doris Matsui (D)
- 7. Ami Bera (D)
- 8. Paul Cook (R)
- 9. Jerry McNerney (D)
- 10. Jeff Denham (R)
- 11. George Miller (D)
- 12. Nancy Pelosi (D)
- 13. Barbara Lee (D)
- 14. Jackie Speier (D)
- 15. Eric Swalwell (D)
- 16. Jim Costa (D)
- 17. Mike Honda (D)
- 18. Anna Eshoo (D)
- 19. Zoe Lofgren (D)
- 20. Sam Farr (D)
- 21. David Valadao (R)
- 22. Devin Nunes (R)
- 23. Kevin McCarthy (R)
- 24. Lois Capps (D)
- 25. Howard McKeon (R)
- 26. Julia Brownley (D)
- 27. Judy Chu (D)
- 28. Adam Schiff (D)
- 29. Tony Cardenas (D)
- 30. Brad Sherman (D)
- 31. Gary Miller (R)
- 32. Grace Napolitano (D)
- 33. Henry Waxman (D)
- 34. Xavier Becerra (D)
- 35. Gloria Negrete McLeod (D)
- 36. Raul Ruiz (D)
- 37. Karen Bass (D)
- 38. Linda Sánchez (D)
- 39. Ed Royce (R)
- 40. Lucille Roybal-Allard (D)
- 41. Mark Takano (D)
- 42. Ken Calvert (R)
- 43. Maxine Waters (D)
- 44. Janice Hahn (D)
- 45. John Campbell (R)
- 46. Loretta Sanchez (D)
- 47. Alan Lowenthal (D)
- 48. Dana Rohrabacher (R)
- 49. Darrell Issa (R)
- 50. Duncan D. Hunter (R)
- 51. Juan Vargas (D)
- 52. Scott Peters (D)
- 53. Susan Davis (D)

Észak-Karolina 
(9 - republikánus többség, 4 demokrata)
- 1. G. K. Butterfield (D)
- 2. Renee Ellmers (R)
- 3. Walter B. Jones (R)
- 4. David Price (D)
- 5. Virginia Foxx (R)
- 6. Howard Coble (R)
- 7. Mike McIntyre (D)
- 8. Richard Hudson (R)
- 9. Robert Pittenger (R)
- 10. Patrick McHenry (R)
- 11. Mark Meadows (R)
- 12. Mel Watt (D), 2014. január 6-ig
  - Alma Adams (D), 2014. november 12-től
- 13. George Holding (R)

Dél-Karolina 
(6 - republikánus többség, 1 demokrata)
- 1. Mark Sanford (R), 2013. május 15-től
- 2. Joe Wilson (R)
- 3. Jeff Duncan (R)
- 4. Trey Gowdy (R)
- 5. Mick Mulvaney (R)
- 6. Jim Clyburn (D)
- 7. Tom Rice (R)

Colorado 
(4 - republikánus többség, 3 demokrata)
- 1. Diana DeGette (D)
- 2. Jared Polis (D)
- 3. Scott Tipton (R)
- 4. Cory Gardner (R)
- 5. Doug Lamborn (R)
- 6. Mike Coffman (R)
- 7. Ed Perlmutter (D)

Connecticut 
(5 demokrata)
- 1. John Larson (D)
- 2. Joe Courtney (D)
- 3. Rosa DeLauro (D)
- 4. Jim Himes (D)
- 5. Elizabeth Esty (D)

Észak-Dakota 
(1 - republikánus többség)
- Kevin Cramer (R)

Dél-Dakota 
(1 - republikánus többség)
- Kristi Noem (R)

Delaware 
(1 demokrata)
- John C. Carney, Jr. (D)

Florida 
(17 - republikánus többség, 10 demokrata)
- 1. Jeff Miller (R)
- 2. Steve Southerland (R)
- 3. Ted Yoho (R)
- 4. Ander Crenshaw (R)
- 5. Corrine Brown (D)
- 6. Ron DeSantis (R)
- 7. John Mica (R)
- 8. Bill Posey (R)
- 9. Alan Grayson (D)
- 10. Daniel Webster (R)
- 11. Rich Nugent (R)
- 12. Gus Bilirakis (R)
- 13. Bill Young (R), 2013. október 18-ig
  - David Jolly (R), 2014. március 13-tól
- 14. Kathy Castor (D)
- 15. Dennis Ross (R)
- 16. Vern Buchanan (R)
- 17. Tom Rooney (R)
- 18. Patrick Murphy (D)
- 19. Trey Radel (R),  2014. január 27-ig
  - Curt Clawson (R), 2014. június 25-től
- 20. Alcee Hastings (D)
- 21. Ted Deutch (D)
- 22. Lois Frankel (D)
- 23. Debbie Wasserman Schultz (D)
- 24. Frederica Wilson (D)
- 25. Mario Diaz-Balart (R)
- 26. Joe Garcia (D)
- 27. Ileana Ros-Lehtinen (R)

Georgia 
(9 - republikánus többség, 5 demokrata)
- 1. Jack Kingston (R)
- 2. Sanford Bishop (D)
- 3. Lynn Westmoreland (R)
- 4. Hank Johnson (D)
- 5. John Lewis (D)
- 6. Tom Price (R)
- 7. Rob Woodall (R)
- 8. Austin Scott (R)
- 9. Doug Collins (R)
- 10. Paul Broun (R)
- 11. Phil Gingrey (R)
- 12. John Barrow (D)
- 13. David Scott (D)
- 14. Tom Graves (R)

Hawaii 
(2 demokrata)
- 1. Colleen Hanabusa (D)
- 2. Tulsi Gabbard (D)

Idaho 
(2 - republikánus többség)
- 1. Raúl Labrador (R)
- 2. Mike Simpson (R)

Illinois 
(12 demokrata, 6 - republikánus)
- 1. Bobby Rush (D)
- 2. Robin Kelly (D), 2013. április 11-től
- 3. Dan Lipinski (D)
- 4. Luis Gutiérrez (D)
- 5. Michael Quigley (D)
- 6. Peter Roskam (R)
- 7. Danny K. Davis (D)
- 8. Tammy Duckworth (D)
- 9. Jan Schakowsky (D)
- 10. Brad Schneider (D)
- 11. Bill Foster (D)
- 12. William Enyart (D)
- 13. Rodney Davis (R)
- 14. Randy Hultgren (R)
- 15. John Shimkus (R)
- 16. Adam Kinzinger (R)
- 17. Cheri Bustos (D)
- 18. Aaron Schock (R)

Indiana 
(7 - republikánus többség, 2 demokrata)
- 1. Pete Visclosky (D)
- 2. Jackie Walorski (R)
- 3. Marlin Stutzman (R)
- 4. Todd Rokita (R)
- 5. Susan Brooks (R)
- 6. Luke Messer (R)
- 7. André Carson (D)
- 8. Larry Bucshon (R)
- 9. Todd Young (R)

Iowa 
(2 demokrata, 2 - republikánus többség)
- 1. Bruce Braley (D)
- 2. David Loebsack (D)
- 3. Tom Latham (R)
- 4. Steve King (R)

Kansas 
(4 - republikánus többség)
- 1. Tim Huelskamp (R)
- 2. Lynn Jenkins (R)
- 3. Kevin Yoder (R)
- 4. Mike Pompeo (R)

Kentucky 
(5 - republikánus többség, 1 demokrata)
- 1. Ed Whitfield (R)
- 2. Brett Guthrie (R)
- 3. John Yarmuth (D)
- 4. Thomas Massie (R)
- 5. Hal Rogers (R)
- 6. Andy Barr (R)

Louisiana 
(5 - republikánus többség, 1 demokrata)
- 1. Steve Scalise (R)
- 2. Cedric Richmond (D)
- 3. Charles Boustany (R)
- 4. John C. Fleming (R)
- 5. Rodney Alexander (R), 2013. szeptember 26-ig
  - Vance McAllister (R), 2013. november 21-től
- 6. Bill Cassidy (R)

Maine 
(2 demokrata)
- 1. Chellie Pingree (D)
- 2. Mike Michaud (D)

Maryland 
(7 demokrata, 1 - republikánus többség)
- 1. Andy Harris (R)
- 2. Dutch Ruppersberger (D)
- 3. John Sarbanes (D)
- 4. Donna Edwards (D)
- 5. Steny Hoyer (D)
- 6. John K. Delaney (D)
- 7. Elijah Cummings (D)
- 8. Chris Van Hollen (D)

Massachusetts 
(9 demokrata)
- 1. Richard Neal (D)
- 2. Jim McGovern (D)
- 3. Niki Tsongas (D)
- 4. Joseph Patrick Kennedy III (D)
- 5. Ed Markey (D), 2013. július 16-ig
  - Katherine Clark (D), 2013. december 12-től
- 6. John Tierney (D)
- 7. Mike Capuano (D)
- 8. Stephen Lynch (D)
- 9. William Keating (D)

Michigan 
(9 - republikánus többség, 5 demokrata)
- 1. Dan Benishek (R)
- 2. Bill Huizenga (R)
- 3. Justin Amash (R)
- 4. Dave Camp (R)
- 5. Dan Kildee (D)
- 6. Fred Upton (R)
- 7. Tim Walberg (R)
- 8. Mike J. Rogers (R)
- 9. Sander Levin (D)
- 10. Candice Miller (R)
- 11. Kerry Bentivolio (R)
- 12. John Dingell (D)
- 13. John Conyers (D)
- 14. Gary Peters (D)

Minnesota 
(5 demokrata, 3 - republikánus többség)
- 1. Tim Walz (D)
- 2. John Kline (R)
- 3. Erik Paulsen (R)
- 4. Betty McCollum (D)
- 5. Keith Ellison (D)
- 6. Michele Bachmann (R)
- 7. Collin Peterson (D)
- 8. Rick Nolan (D)

Mississippi 
(3 - republikánus többség, 1 demokrata)
- 1. Alan Nunnelee (R)
- 2. Bennie Thompson (D)
- 3. Gregg Harper (R)
- 4. Steven Palazzo (R)

Missouri 
(6 - republikánus többség, 2 demokrata)
- 1. William Lacy Clay, Jr. (D)
- 2. Ann Wagner (R)
- 3. Blaine Luetkemeyer (R)
- 4. Vicky Hartzler (R)
- 5. Emanuel Cleaver (D)
- 6. Sam Graves (R)
- 7. Billy Long (R)
- 8. Jo Ann Emerson (R), 2013. január 22-ig
  - Jason T. Smith (R), 2013. június 5-től

Montana 
(1 - republikánus többség)
- Steve Daines (R)

Nebraska 
(3 - republikánus többség)
- 1. Jeff Fortenberry (R)
- 2. Lee Terry (R)
- 3. Adrian Smith (R)

Nevada 
(2 - republikánus többség, 2 demokrata)
- 1. Dina Titus (D)
- 2. Mark Amodei (R)
- 3. Joe Heck (R)
- 4. Steven Horsford (D)

New Hampshire 
(2 demokrata)
- 1. Carol Shea-Porter (D)
- 2. Ann McLane Kuster (D)

New Jersey 
(6 demokrata, 6 - republikánus többség)
- 1. Rob Andrews (D), 2014. február 18-ig
  - Donald Norcross (D), 2014. november 12-től
- 2. Frank LoBiondo (R)
- 3. Jon Runyan (R)
- 4. Chris Smith (R)
- 5. Scott Garrett (R)
- 6. Frank Pallone (D)
- 7. Leonard Lance (R)
- 8. Albio Sires (D)
- 9. Bill Pascrell (D)
- 10. Donald Payne, Jr. (D)
- 11. Rodney Frelinghuysen (R)
- 12. Rush D. Holt Jr. (D)

New York 
(21 demokrata, 6 - republikánus többség)
- 1. Tim Bishop (D)
- 2. Peter T. King (R)
- 3. Steve Israel (D)
- 4. Carolyn McCarthy (D)
- 5. Gregory Meeks (D)
- 6. Grace Meng (D)
- 7. Nydia Velázquez (D)
- 8. Hakeem Jeffries (D)
- 9. Yvette Clarke (D)
- 10. Jerrold Nadler (D)
- 11. Michael Grimm (R)
- 12. Carolyn B. Maloney (D)
- 13. Charles B. Rangel (D)
- 14. Joseph Crowley (D)
- 15. José Serrano (D)
- 16. Eliot Engel (D)
- 17. Nita Lowey (D)
- 18. Sean Patrick Maloney (D)
- 19. Chris Gibson (R)
- 20. Paul Tonko (D)
- 21. Bill Owens (D)
- 22. Richard Hanna (R)
- 23. Tom Reed (R)
- 24. Dan Maffei (D)
- 25. Louise Slaughter (D)
- 26. Brian Higgins (D)
- 27. Chris Collins (R)

Új-Mexikó 
(2 demokrata, 1 - republikánus többség)
- 1. Michelle Lujan Grisham (D)
- 2. Steve Pearce (R)
- 3. Ben R. Luján (D)

Ohio 
(12 - republikánus többség, 4 demokrata)
- 1. Steve Chabot (R)
- 2. Brad Wenstrup (R)
- 3. Joyce Beatty (D)
- 4. Jim Jordan (R)
- 5. Bob Latta (R)
- 6. Bill Johnson (R)
- 7. Bob Gibbs (R)
- 8. John Boehner (R)
- 9. Marcy Kaptur (D)
- 10. Mike Turner (R)
- 11. Marcia Fudge (D)
- 12. Pat Tiberi (R)
- 13. Tim Ryan (D)
- 14. David Joyce (R)
- 15. Steve Stivers (R)
- 16. Jim Renacci (R)

Oklahoma 
(5 - republikánus többség)
- 1. Jim Bridenstine (R)
- 2. Markwayne Mullin (R)
- 3. Frank Lucas (R)
- 4. Tom Cole (R)
- 5. James Lankford (R)

Oregon 
(4 demokrata, 1 - republikánus többség)
- 1. Suzanne Bonamici (D)
- 2. Greg Walden (R)
- 3. Earl Blumenauer (D)
- 4. Peter DeFazio (D)
- 5. Kurt Schrader (D)

Pennsylvania 
(13 - republikánus többség, 5 demokrata)
- 1. Bob Brady (D)
- 2. Chaka Fattah (D)
- 3. Mike Kelly (R)
- 4. Scott Perry (R)
- 5. Glenn Thompson (R)
- 6. Jim Gerlach (R)
- 7. Pat Meehan (R)
- 8. Mike Fitzpatrick (R)
- 9. Bill Shuster (R)
- 10. Tom Marino (R)
- 11. Lou Barletta (R)
- 12. Keith Rothfus (R)
- 13. Allyson Schwartz (D)
- 14. Michael F. Doyle (D)
- 15. Charlie Dent (R)
- 16. Joseph R. Pitts (R)
- 17. Matt Cartwright (D)
- 18. Tim Murphy (R)

Rhode Island 
(2 demokrata)
- 1. David Cicilline (D)
- 2. James Langevin (D)

Tennessee 
(7 - republikánus többség, 2 demokrata)
- 1. Phil Roe (R)
- 2. Jimmy Duncan (R)
- 3. Chuck Fleischmann (R)
- 4. Scott DesJarlais (R)
- 5. Jim Cooper (D)
- 6. Diane Black (R)
- 7. Marsha Blackburn (R)
- 8. Stephen Fincher (R)
- 9. Steve Cohen (D)

Texas 
(24 - republikánus többség, 12 demokrata)
- 1. Louie Gohmert (R)
- 2. Ted Poe (R)
- 3. Sam Johnson (R)
- 4. Ralph Hall (R)
- 5. Jeb Hensarling (R)
- 6. Joe Barton (R)
- 7. John Culberson (R)
- 8. Kevin Brady (R)
- 9. Al Green (D)
- 10. Michael McCaul (R)
- 11. Mike Conaway (R)
- 12. Kay Granger (R)
- 13. Mac Thornberry (R)
- 14. Randy Weber (R)
- 15. Rubén Hinojosa (D)
- 16. Beto O’Rourke (D)
- 17. Bill Flores (R)
- 18. Sheila Jackson Lee (D)
- 19. Randy Neugebauer (R)
- 20. Joaquín Castro (D)
- 21. Lamar S. Smith (R)
- 22. Pete Olson (R)
- 23. Pete Gallego (D)
- 24. Kenny Marchant (R)
- 25. Roger Williams (R)
- 26. Michael C. Burgess (R)
- 27. Blake Farenthold (R)
- 28. Henry Cuellar (D)
- 29. Gene Green (D)
- 30. Eddie Bernice Johnson (D)
- 31. John Carter (R)
- 32. Pete Sessions (R)
- 33. Marc Veasey (D)
- 34. Filemon Vela (D)
- 35. Lloyd Doggett (D)
- 36. Steve Stockman (R)

Utah 
(3 - republikánus többség, 1 demokrata)
- 1. Rob Bishop (R)
- 2. Chris Stewart (R)
- 3. Jason Chaffetz (R)
- 4. Jim Matheson (D)

Vermont 
(1 demokrata)
- Peter Welch (D)

Virginia 
(8 - republikánus többség, 3 demokrata)
- 1. Rob Wittman (R)
- 2. Scott Rigell (R)
- 3. Bobby Scott (D)
- 4. Randy Forbes (R)
- 5. Robert Hurt (R)
- 6. Bob Goodlatte (R)
- 7. Eric Cantor (R), 2014. augusztus 18-ig
  - Dave Brat (R), 2014. november 12-től
- 8. Jim Moran (D)
- 9. Morgan Griffith (R)
- 10. Frank Wolf (R)
- 11. Gerry Connolly (D)

Nyugat-Virginia 
(2 - republikánus többség, 1 demokrata)
- 1. David McKinley (R)
- 2. Shelley Moore Capito (R)
- 3. Nick Rahall (D)

Washington 
(6 demokrata, 4 - republikánus többség)
- 1. Suzan DelBene (D)
- 2. Rick Larsen (D)
- 3. Jaime Herrera Beutler (R)
- 4. Doc Hastings (R)
- 5. Cathy McMorris Rodgers (R)
- 6. Derek Kilmer (D)
- 7. Jim McDermott (D)
- 8. Dave Reichert (R)
- 9. Adam Smith (D)
- 10. Dennis Heck (D)

Wisconsin 
(5 - republikánus többség, 3 demokrata)
- 1. Paul Ryan (R)
- 2. Mark Pocan (D)
- 3. Ron Kind (D)
- 4. Gwen Moore (D)
- 5. Jim Sensenbrenner (R)
- 6. Tom Petri (R)
- 7. Sean Duffy (R)
- 8. Reid Ribble (R)

Wyoming 
(1 - republikánus többség)
- Cynthia Lummis (R)

Szavazati joggal nem rendelkező delegáltak 
- Amerikai Szamoa: Eni Faleomavaega (D)
- Washington DC: Eleanor Holmes Norton (D)
- Guam: Madeleine Bordallo (D)
- Mariana-szigetek: Gregorio C. Sablan (D)
- Puerto Rico: Pedro Pierluisi (D)
- Amerikai Virgin-szigetek Donna Christian-Christensen (D)

### Változások a képviselőház összetételében
|                                                                | Változások a képviselőház összetételében | Változások a képviselőház összetételében | Összesen | Üresedés |
|                                                                | Demokrata Párt                           | Republikánus Párt                        |          |          |
| -------------------------------------------------------------- | ---------------------------------------- | ---------------------------------------- | -------- | -------- |
| Az előző képviselőház összetétele                              | 191                                      | 240                                      | 431      | 4        |
|                                                                |                                          |                                          |          |          |
| Beiktatáskor                                                   | 200                                      | 233                                      | 433      | 2        |
| 2013. január 22.                                               | 200                                      | 232                                      | 432      | 3        |
| 2013. április 9.                                               | 201                                      | 232                                      | 433      | 2        |
| 2013. május 7.                                                 | 201                                      | 233                                      | 434      | 1        |
| 2013. június 4.                                                | 201                                      | 234                                      | 435      | 0        |
| 2013. július 15.                                               | 200                                      | 234                                      | 434      | 1        |
| 2013. augusztus 2.                                             | 200                                      | 233                                      | 433      | 2        |
| 2013. szeptember 26.                                           | 200                                      | 232                                      | 432      | 3        |
| 2013. október 18.                                              | 200                                      | 231                                      | 431      | 4        |
| 2013. november 16.                                             | 200                                      | 232                                      | 432      | 3        |
| 2013. november 10.                                             | 201                                      | 232                                      | 433      | 2        |
| 2013. december 17.                                             | 201                                      | 233                                      | 434      | 1        |
| 2014. január 6.                                                | 200                                      | 233                                      | 433      | 2        |
| 2014. január 27.                                               | 200                                      | 232                                      | 432      | 3        |
| 2014. február 18.                                              | 199                                      | 232                                      | 431      | 4        |
| 2014. március 11.                                              | 199                                      | 233                                      | 432      | 3        |
| 2014. június 24.                                               | 199                                      | 234                                      | 433      | 2        |
| 2014. augusztus 18.                                            | 199                                      | 233                                      | 432      | 3        |
| 2014. november 4.                                              | 201                                      | 234                                      | 435      | 0        |
| Arány                                                          | 46,2%                                    | 53,8%                                    |          |          |
| Szavazattal nem rendelkezők                                    | 6                                        | 0                                        | 6        | 0        |
|                                                                |                                          |                                          |          |          |
| Az Amerikai Egyesült Államok 114. képviselőházának összetétele | 188                                      | 247                                      | 435      | 0        |